# NGC 2713
NGC 2713 ist eine Balken-Spiralgalaxie vom Hubble-Typ SBab im Sternbild Wasserschlange südlich der Ekliptik. Sie ist schätzungsweise 167 Millionen Lichtjahre von der Milchstraße entfernt und hat einen Durchmesser von etwa 185.000 Lichtjahren. 

Im selben Himmelsareal befinden sich u. a. die Galaxien NGC 2716, NGC 2723, IC 2426.
Das Objekt wurde am 3. März 1864 von Albert Marth entdeckt.